# Manifestacions contra la cimera de l'OMC a Seattle

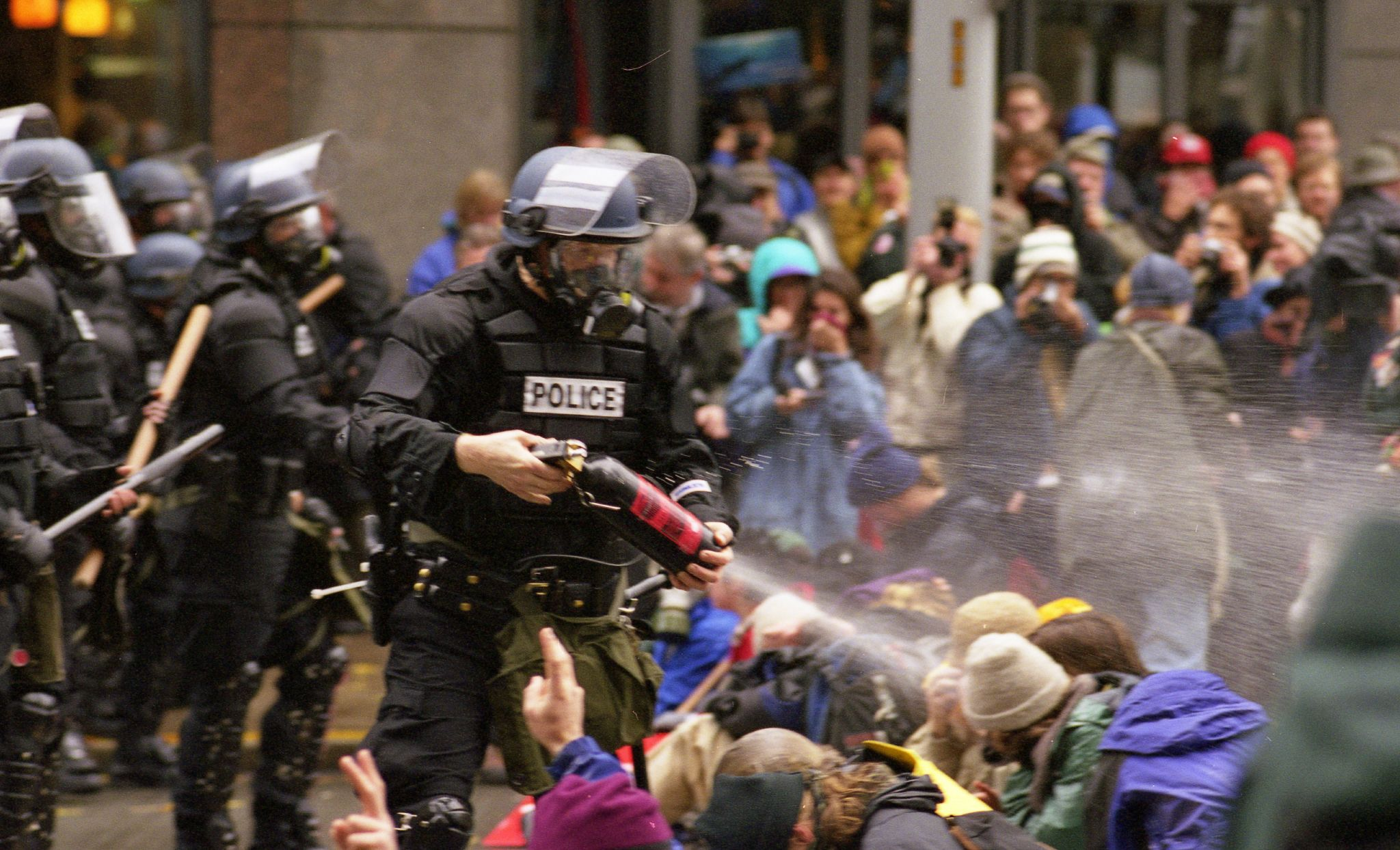
Actuació policial durant una de les manifestacions de la Batalla de Seattle.

Les manifestacions contra la cimera de l'OMC a Seattle, de vegades conegudes com la batalla de Seattle, van ser una sèrie de protestes entorn de la Conferència Ministerial de l'Organització Mundial del Comerç (OMC) de 1999, quan es van convocar membres de l'OMC en el Washington State Convention Center (Centre de Convencions de l'Estat de Washington) a Seattle, Washington, el 30 de novembre de 1999. La Conferència va ser el llançament d'una nova ronda de negociacions comercials del nou mil·lenni.
Les negociacions van ser ràpidament eclipsades per protestes al carrer, massives i polèmiques, fora dels hotels i del Washington State Convention Center. Les protestes van rebre el sobrenom de "N30", semblantment al J18 Carnival Against Capital i mobilitzacions similars. La gran escala de les manifestacions, estimades en no menys de 40.000 manifestants, varen superar qualsevol de les manifestacions prèvies dels Estats Units contra una reunió mundial de qualsevol de les organitzacions generalment associades a la globalització econòmica (com l'OMC, el Fons Monetari Internacional o el Banc Mundial).